# Lista siturilor arheologice din județul Satu Mare - N
Lista siturilor arheologice din județul Satu Mare - N conține toate siturile arheologice din județul Satu Mare înscrise în Repertoriul Arheologic Național (RAN) și aflate în localități al căror nume începe cu litera N. RAN este administrat de Ministerul Culturii și Patrimoniului Național și cuprinde date științifice, cartografice, topografice, imagini și planuri, precum și orice alte informații privitoare la zonele cu potențial arheologic, studiate sau nu, încă existente sau dispărute.
Puteți căuta un sit din localitățile care încep cu litera N folosind formularul de mai jos sau puteți naviga prin toate siturile din județ la Lista siturilor arheologice din județul Satu Mare.
| Cod RAN   | Denumire                                                                                | Localitate                  | Adresă | Datare | Descoperit | Coordonate | Imagine           | Erori            |
| --------- | --------------------------------------------------------------------------------------- | --------------------------- | ------ | ------ | ---------- | ---------- | ----------------- | ---------------- |
| 137997.01 | Unelte neo-eneolitice la Nisipeni (Categorie: descoperire izolată) (Tip: obiect izolat) | sat Nisipeni, comuna Lazuri |        |        |            |            | Încărcați imagine | Raportați eroare |